# Findley-Mausohr
Das Findley-Mausohr (Myotis findleyi) ist eine Fledermaus in der Familie der Glattnasen, die auf Inseln im Golf von Kalifornien vorkommt. Sie ist nach dem Zoologen James S. Findley benannt, der mehrere Studien zur Gattung Mausohren (Myotis) veröffentlicht hat.

## Merkmale
Die Art ist mit einer Gesamtlänge von 7,1 Zentimetern, mit 2,9 bis 3,3 Zentimetern langen Unterarmen und mit einem Maximalgewicht von 3 Gramm eines der kleinsten Mausohren. Sie hat durchschnittlich einen 2,6 Zentimeter langen Schwanz, 0,7 Zentimeter lange Hinterfüße und 1,2 Zentimeter lange Ohren. Die meisten Exemplare besitzen ein dunkelbraun bis schwarzes Fell, obwohl es auch heller braune Individuen gibt.
Wie Myotis carteri, die gelegentlich als Unterart des Schwarzen Mausohrs (Myotis nigricans) geführt wird, hat das Findley-Mausohr deutlich hellere Haarspitzen. Es ist jedoch kleiner als die erstgenannte Art. Die Flughäute und Ohren sind nicht schwarz, wie beim Kalifornischen Mausohr (Myotis californicus), sondern braun und durchscheinend. Als zusätzliches Unterscheidungsmerkmal besitzt das Findley-Mausohr eine kleine Kerbe am Calcar. Eine weitere Kerbe befindet sich an der Basis des Ohrs. An den Fußzehen sind Haare vorhanden und die Unterseite der Schwanzflughaut ist mit Fell bedeckt.

## Verbreitung und Lebensweise

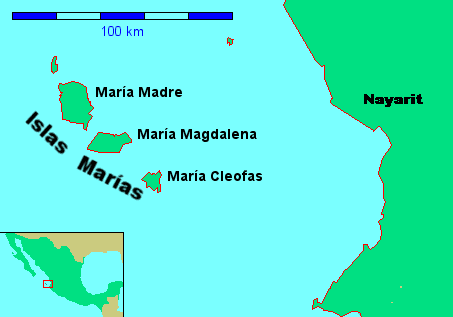
Lage der Marias-Inseln vor dem mexikanischen Bundesstaat Nayarit

Das Findley-Mausohr lebt endemisch auf den Marias-Inseln im Westen Mexikos. Die Inseln erheben sich bis zu 600 Meter über dem Meer. Gelegentliche Besuche im Bundesstaat Nayarit auf dem Festland sind dokumentiert.
Mehrere Exemplare konnten mit Japannetzen über Teichen gefangen werden. Vermutlich gleicht die Lebensweise dem Verhalten anderer Mausohren mit Ruheplätzen in Höhlen oder Baumlöchern sowie Jagd auf Insekten.

## Gefährdung
Vermutlich wirken sich die Einführung fremder Tiere, Waldrodungen, Hurrikans und die Nutzung von Inselbereichen als Staatsgefängnis negativ auf den Bestand aus. Auf den Marias-Inseln gibt es ein Biosphärenreservat. Die IUCN listet das Findley-Mausohr aufgrund der geringen Verbreitung und aufgrund der genannten Bedrohungen als stark gefährdet (Endangered).